# Notte dei falò

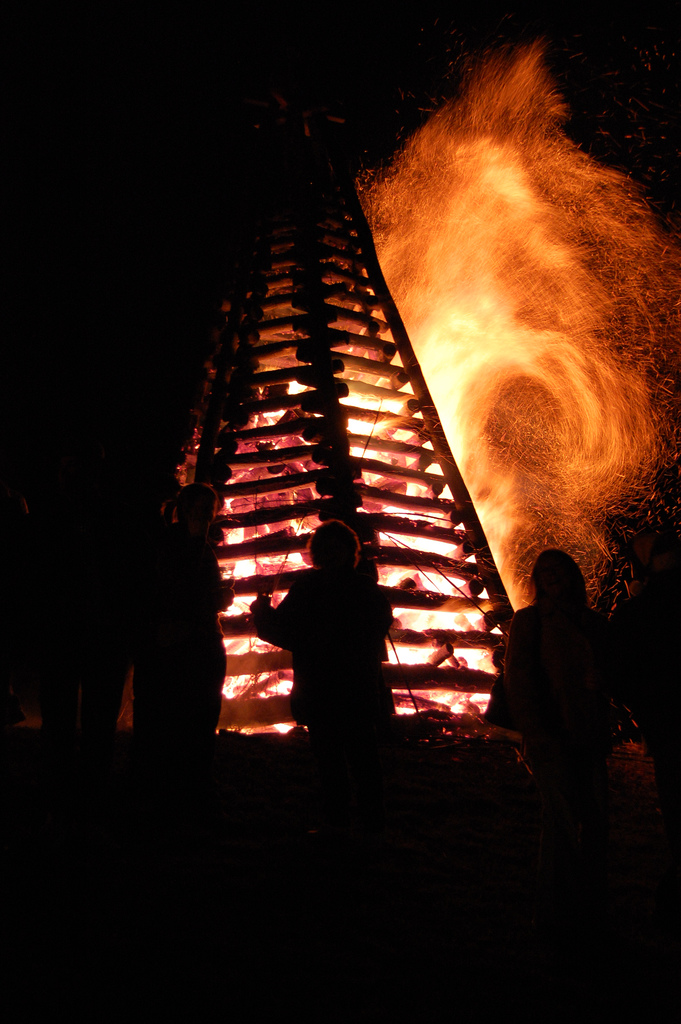
Falò celebrativo della vigilia di Natale in Louisiana

Notte dei falò, in inglese Bonfire Night, è il nome dato a varie feste annuali caratterizzate da falò e fuochi d'artificio. L'evento celebra diverse tradizioni in diversi giorni, a seconda dei luoghi. Alcuni degli esempi più famosi sono la notte di Guy Fawkes (5 novembre) in Inghilterra; la Northern Ireland's Eleventh Night (11 luglio) nell'Irlanda del Nord; Terranova e Labrador (5 novembre) in Canada. In Irlanda esiste in alcune regioni una festa simile, più conosciuta come la Festa di San Giovanni Battista (23 giugno), in Scandinavia è invece conosciuta come la Notte di Valpurga (30 aprile). La festa di San Giovanni Battista è un evento molto sentito anche in Spagna e nel nord del Portogallo, ma anche in molte altre culture esistono feste notturne con falò e fuochi artificiali.
La Notte dei Falò nell'Irlanda del Nord è festeggiata dalle comunità cattoliche il 15 agosto come festa dell'Assunzione.

## Significato
In Gran Bretagna, Bonfire Night è associata alla tradizione di celebrare il fallimento delle azioni di Guy Fawkes il 5 novembre 1605. Il festival britannico, quindi, è il 5 novembre, anche se alcuni eventi a carattere commerciale si svolgono in un fine settimana vicino alla data esatta, per favorire l'affluenza di più partecipanti.
Il significato confessionale della Bonfire Night è andato perduto: ora è solitamente solo una notte di divertimento con falò e fuochi d'artificio, a volte una riproduzione di Guy Fawkes è bruciata sul fuoco. Le celebrazioni si svolgono in tutta la Gran Bretagna, in alcune comunità non cattoliche dell'Irlanda del Nord e in altre zone del Commonwealth. Nella provincia canadese di Terranova e Labrador, il 5 novembre è commemorato con falò e fuochi d'artificio, ed è ufficialmente celebrato in Sudafrica.
Nell'Irlanda del Nord, il termine "notte del fuoco" può riferirsi alle celebrazioni della undicesima notte dell'11 luglio. Come il 5 novembre, anche questa notte del fuoco ha le sue radici nella lotta confessionale tra i protestanti e i cattolici. A differenza del 5 novembre, il significato religioso dell'11 luglio è ancora forte. Celebra la battaglia del Boyne del 1690, in cui il protestante Guglielmo di Orange sconfisse il cattolico Giacomo II.
Nelle zone rurali della Repubblica d'Irlanda, "Notte del falò" si riferisce al 23 giugno, notte di San Giovanni. Ha le sue origini in una celebrazione religiosa e preghiere originariamente scritte per le colture boschive. La notte è legata al solstizio d'estate o alla vigilia della metà dell'estate. Originariamente fu acceso un fuoco per onorare la dea Áine come parte di una celebrazione celtica; la Chiesa cattolica ha assunto la festa pagana, collegandola alla nascita di San Giovanni.